# Johan Spathon
Johan Mauritz Spathon, född Mårtensson 1 oktober 1878 i Bosarp i Skåne, död 19 augusti 1947 i Stockholm, var en svensk bildkonstnär.
Spathon studerade vid Tekniska skolan (Konstfack) och i utlandet. Han målade porträtt, landskap och dekorativa arbeten i ett flertal herrgårdar samt större privatvåningar. 
Verk av Spathon finns bland annat i Hellefors herrgård, Borggårds herrgård, Horns säteri och Överenhörna bygdegård. Han stod även för förlagan till det i brons utförda porträttet av sin mor Ida Mårtensson på familjegraven.

## Levnad
Johan Mauritz (även kallad J.M., Jojo, Moje, Monna) Spathon föddes i Kärrstorp utanför Eslöv 1878. Efter en traditionell skolning till hantverksmålare skaffade han sig 1895-1899 en gedigen konstnärsutbildning vid Tekniska afton- och målareskolan i Lund. 1901 fick han ett stipendium och för att få praktik och vidareutbildning som dekorationsmålare arbetade han under en tvåårsperiod i Berlin, Breslau, Wien och Zürich. 1903 begav han sig åter ut, nu på en längre resa genom balkanländerna, Turkiet, Palestina och Egypten, där han en tid arbetade i Kairo. 
Tidigast 1904 bosatte han sig i Stockholm där han ingick äktenskap med Ada, och de fick 1905 sonen Weinö som dock avled redan 1909 i difteri. 1911 öppnade han tillsammans med sin tio år yngre bror Nils Rudolf – även han med en konstnärligt inriktad utbildning – en målerirörelse på Rörstrandsgatan. Med tiden kom den äldre brodern att ägna sig dekorationsmålning, den yngre huvudsakligen åt hantverksmåleri. Johan målade även porträtt och landskap, men det är som dekorationsmålare han blivit känd. Han skulle komma att anlitas för sådana uppdrag på ett femtiotal slott och herrgårdar i Mellan- och Sydsverige, bland dem Tidö slott, Drottningholm med Kina slott, Prins Carls Fridhem i Kolmården, Sparreholms slott, Vapnö slott och den värmländska Rottneros herrgård. Ett större uppdrag var den 1930 utförda restaureringen av svenska legationens byggnad i Moskva. 
Spathon arbetade med stor noggrannhet i en luftig och elegant stil som är lätt att känna igen. Fåglar, blomsterarrangemang och girlander är vanliga inslag. Vid tiden för 
målningarna i Borggård (1939) var han landets mest anlitade konstnär i sin genre.
Han avled i Stockholm 1947 och ligger begravd på Solna kyrkogård.